# أوسكار ريسيو
أوسكار ريسيو (بالإسبانية: Óscar Recio)‏ هو لاعب كرة قدم مكسيكي في مركز الدفاع، ولد في 23 يونيو 1989 في مونتيري في المكسيك. شارك مع منتخب المكسيك تحت 23 سنة لكرة القدم. أما مع النوادي، فقد لعب مع نادي أتلانتي ونادي مونتيري وهيوستن دينامو.

## وصلات خارجية
- أوسكار ريسيو على موقع إي إس بي إن إف سي (الإنجليزية)
- أوسكار ريسيو على موقع قاعدة بيانات كرة القدم.إي يو (الإنجليزية)